# Nimfa grzybienianka
Nimfa grzybienianka, nimfa świtezianka (Elophila nymphaeata) – gatunek motyla z rodziny wachlarzykowatych (Crambidae).

## Występowanie
Elophila nymphaeata występuje w Europie, w pobliżu obficie zarośniętych (głównie roślinami o liściach pływających, przede wszystkim gatunkiem Potamogeton natans) zbiorników wód stojących. W Polsce jest gatunkiem pospolitym na obszarze całego kraju. 

## Wygląd
Długość ciała: 10–12 mm
Rozpiętość skrzydeł: do 25 mm

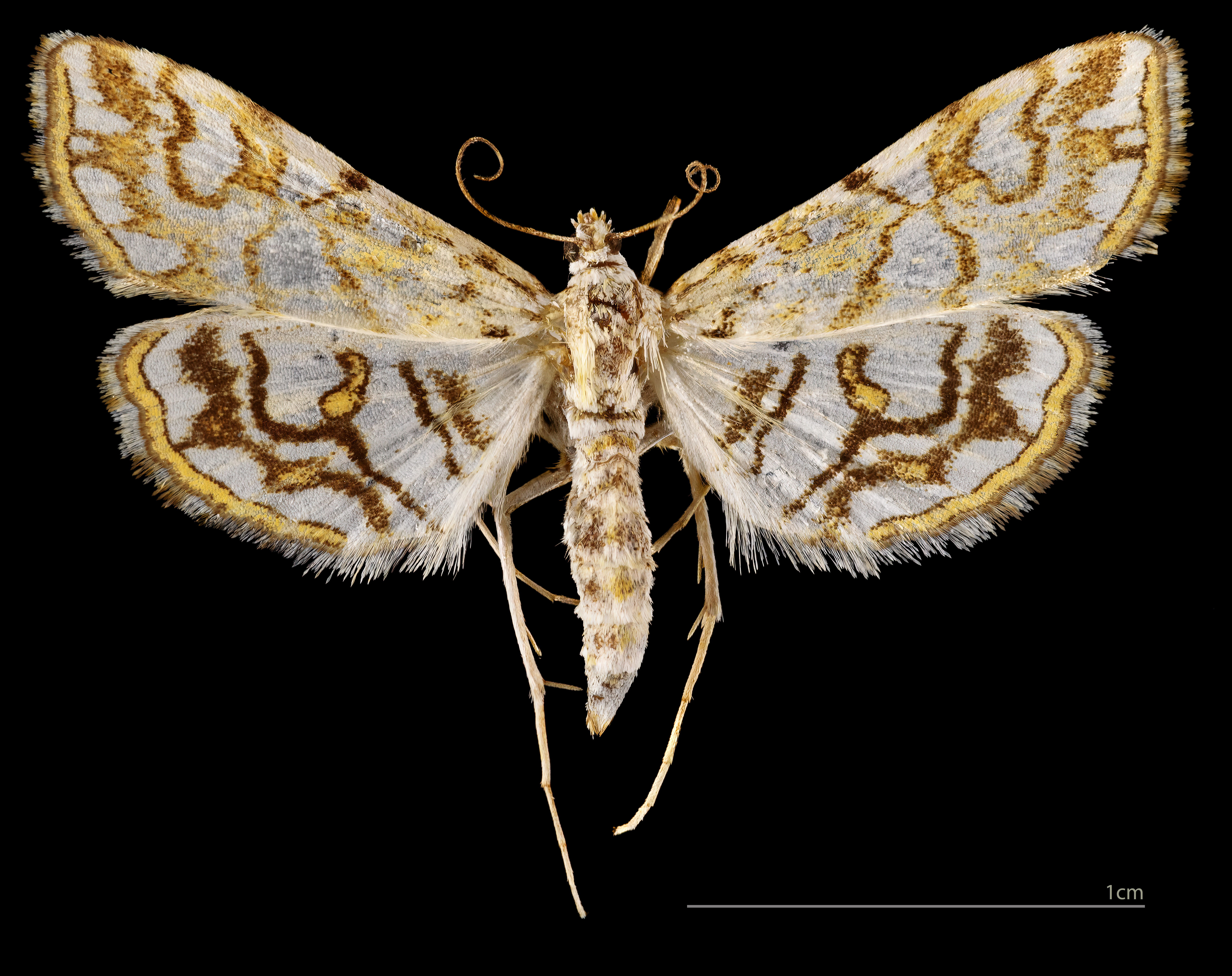
♂
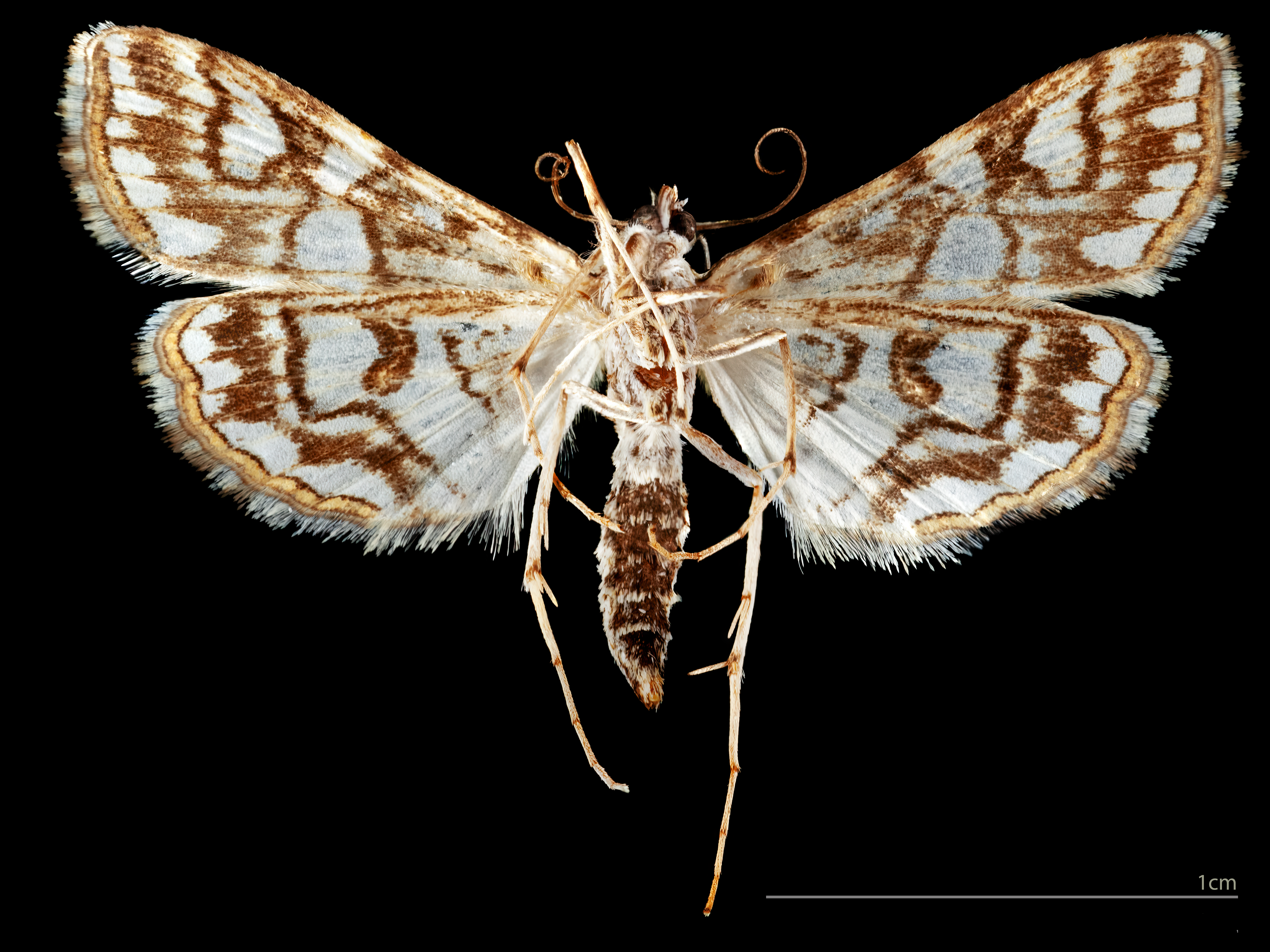
♂ △

Skrzydła: białe z urozmaiconymi brązowymi rysunkami (głównie kołami i pasami) 
Nogi: długie, białe, z lekkim owłosieniem
Czułki: brązowe, długie, nitkowate 
Podobne gatunki: Phlyctaenia coronata, Eurrhypara hortulata, Pleuroptya ruralis

## Gąsienice
Gąsienice nimfy grzybienianki żyją w wodzie. Mają jasnozielone, delikatne ciało. Są polifagami, żerują na roślinach wodnych. Duża grupa gąsienic potrafi w ciągu godziny zniszczyć liść. Gąsienice przepoczwarczają się w wypełnionych powietrzem domkach 5–10 cm pod powierzchnią wody. Dorosłe owady spotyka się od maja do sierpnia.
Gąsienice są groźnym szkodnikiem uprawianych w oczkach wodnych rdestnic (Potamogeton).